# Rezki Zérarti
Reski Zérarti, né le 24 juillet 1938 à Beni Attard  (Taourga), près de Dellys (wilaya de Boumerdès) et mort le 15 décembre 2024 à Alger, est un peintre algérien.

## Biographie
Né dans une famille pauvre de la Kabylie, Reski Zérarti part en 1959 à Aix-en-Provence où il travaille comme maçon. Ayant suivi quelques cours de dessin, il commence la même année à peindre.
Après l'Indépendance de l'Algérie, il rentre en août 1962 et s'établit à Alger, dans le quartier de Pointe-Pescade (Raïs Hamidou). Son atelier est voisin du logement du poète Jean Sénac qui fait sa connaissance en 1963.
Reski Zérarti participe aux deux expositions « Peintres algériens » organisées à Alger pour les « Fêtes du 1er novembre 1963 » puis à Paris en 1964. Sa première exposition personnelle est présentée à la « Galerie 54 » en 1964 et préfacée par Sénac. Membre de l'UNAP, il participe à ses salons, et de 1967 à 1971 aux manifestations du groupe « Aouchem » (Tatouage) qui rassemble une dizaine d’artistes, poètes et peintres, auprès notamment de Baya, Denis Martinez, Choukri Mesli.
Il reçoit en 1972 le premier prix du « 10e anniversaire de l'Indépendance » et en 1979 le second prix du « 25e anniversaire du 1er novembre 1954 ». Il obtient en 2003 le 1er prix du concours organisé par la fondation Asselah.
Après une longue absence, durant près de vingt ans, de la scène artistique, Reski Zérarti recommence d'exposer en 1999.

## Jugement
- « Voilà, à coup sûr, une des révélations artistiques de l'indépendance. Rezki Zérarti, hier encore maçon, se situe d'emblée, à vingt-cinq ans, comme un peintre dont la vision enrichit non seulement notre patrimoine mais aussi la démarche esthétique actuelle. (...) Peintre de l'enracinement, de la Nahda (comme ses amis Benanteur, Khadda, Aksouh, Martinez, Guermaz, Baya ou Racim), il tire de l'événement journalier sa substance, il transmue le fait-divers en symbole. Symboles primordiaux du Maghreb, car cette œuvre - d'un homme qui sait à peine lire - est profondément imprégnée de culture nationale, ouverte sur l'exaltante réalité du monde moderne en lutte contre tous les principes castrateurs, et ne permet aucune référence à une peinture connue. »

Jean Sénac, 1964

## Principales expositions personnelles
- 1964 : Galerie 54, Alger (préface de Jean Sénac)
- 1967 : Galerie de l'UNAP, Alger
- 1968 : Centre culturel français, Alger (préface de Jean Sénac)
- 1971 : Centre culturel français, Alger (préface de Jean Sénac)
- 1972 : Foire internationale d'Alger : centre touristique de Zéralda
- 2001 : Galerie Mohamed Racim, Alger
- 2003 : Musée de Bou Saâda
- 2005 : Galerie de la bibliothèque de Mohammadia
- 2011 : Galerie Art 4 You, Alger
- 2011 : Galerie Lotus, Oran

## Illustration
- Kaddour M'Hamsadji, Oui, Algérie, poèmes, Rodez, Subervie, 1965.

## Musée
- Musée national des beaux-arts d'Alger : Cuba-Washington.